# Universität Versailles
Die Universität Versailles – Saint-Quentin-en-Yvelines (französisch Université de Versailles – Saint-Quentin-en-Yvelines, UVSQ) ist eine Hochschule im Großraum Paris in Frankreich. Sie ist mit der Universität Paris-Saclay assoziiert.
Die UVSQ hat mehrere Standorte im Département Yvelines sowie einen Medizin-Pol in Garches im Département Hauts-de-Seine.

## Geschichte
Im Jahre 1985 gründete die Universität Paris-Nanterre eine Außenstelle in Saint-Quentin-en-Yvelines, die zur Fakultät für Recht, Wirtschaft, Sprachen und Geistes- und Sozialwissenschaften wurde. Zwei Jahre später entstand in Versailles eine Außenstelle der Universität Pierre und Marie Curie und ein Technologiezentrum mit einem Institut Universitaire de Technologies (IUT) und Forschungslaboren in der Region, zunächst in Vélizy, in den darauffolgenden Jahren in Rambouillet und Mantes-la-Jolie.
Die Universität Versailles-St-Quentin-en-Yvelines, die am 22. Juli 1991 gegründet wurde, vereint alle diese Einrichtungen.
2002 wurde ein Institut Universitaire Professionnel (IUP) für Kunst, Naturwissenschaft, Kultur und Multimedia eingerichtet, und 2002 wurde der Medizincluster in Garches in die UVSQ integriert. Diese hat seitdem Standorte in acht Gemeinden und im Studienjahr 2002/03 13.372 Studenten.

## Renommierter Professor
- Gérard Férey, französischer Chemiker

## Weiteres
- Hôpital Sainte-Périne - Rossini - Chardon-Lagache, Lehrkrankenhaus